# Schweriner Sportclub 2017-2018 (pallavolo femminile)
Questa voce raccoglie le informazioni riguardanti lo Schweriner Sportclub nelle competizioni ufficiali della stagione 2017-2018.

## Organigramma societario
Area direttiva
- Presidente: Johannes Wienecke

Area tecnica
- Allenatore: Felix Koslowski
- Allenatore in seconda: Manuel Hartmann
- Scout man: Michael Döring, Paul Sens, Olaf Garbe

Area sanitaria
- Medico: Peter Jokisch
- Fisioterapista: Katja Braun, Tanja Joachim, Jens Ziegler

## Rosa
| N° | Nome                | Ruolo | Data di nascita   | Nazionalità sportiva |
| -- | ------------------- | ----- | ----------------- | -------------------- |
| 1  | Gréta Szakmáry      | S     | 31 dicembre 1991  | Ungheria             |
| 2  | Martenne Bettendorf | S     | 1º aprile 1994    | Stati Uniti          |
| 3  | Louisa Lippmann     | O     | 23 settembre 1994 | Germania             |
| 5  | Sabrina Krause      | C     | 18 dicembre 1998  | Germania             |
| 6  | Jennifer Geerties   | S     | 5 aprile 1994     | Germania             |
| 7  | Luna Carocci        | L     | 10 luglio 1988    | Italia               |
| 8  | Kaisa Alanko        | P     | 3 gennaio 1993    | Finlandia            |
| 9  | Aisha Skinner       | S     | 16 aprile 1999    | Germania             |
| 10 | Denise Hanke        | P     | 31 agosto 1989    | Germania             |
| 11 | Beta Dumančić       | C     | 20 marzo 1991     | Croazia              |
| 12 | Lauren Barfield     | C     | 15 marzo 1990     | Stati Uniti          |
| 14 | Elisa Lohmann       | L     | 22 luglio 1998    | Germania             |
| 15 | Jelena Oluić        | S     | 15 gennaio 1994   | Serbia               |
| 16 | Marie Schölzel      | C     | 1º agosto 1997    | Germania             |